# John von Kotze
John von Kotze (* 21. September 1928; † 23. Juni 1986 in London) war ein britischer Kameramann und Fernsehregisseur mit deutschen Wurzeln.

## Leben und Wirken
Über Herkunft und Jugendjahre von Kotzes ist kaum etwas bekannt. Er stieß kurz nach Ende des Zweiten Weltkriegs zum Film und ist seit seinem 20. Lebensjahr als Kameraassistent bei so bekannten Filmen wie Experten aus dem Hinterzimmer, Der dritte Mann, African Queen, wo er auch eine winzige Rolle als deutscher Offizier übernahm, und Napoleon nachzuweisen. Seit Mitte der 1950er Jahre wurde von Kotze als einfacher Kameramann und Second-Unit-Kameramann eingesetzt und war in dieser Funktion auch an einer Reihe von recht ambitionierten Produktionen mit kontinentaleuropäischen Drehplätzen beteiligt, darunter Die Reise, Salomon und die Königin von Saba und Phaedra.
Mitte der 1960er Jahre, als von Kotze bei mehreren Filmproduktionen von Harry Alan Towers erneut untergeordnete Kamerafunktionen übertragen bekam, fotografierte er für Towers auch diverse Male Filme als Chefkameramann in eigener Verantwortung. Anschließend ließ man von Kotze zum Ende desselben Jahrzehnts nur noch bei mehreren Folgen der Fernsehserie The Rovers Regie führen. Nach 1970 verliert sich seine Spur. Erst in seinem Todesjahr 1986 hatte man wieder etwas von ihm gehört, als auf Channel 4 die von Kotze inszenierte Fernsehdokumentation Cathedral praise-from Gloucester Cathedral ausgestrahlt wurde.

## Filmografie
als einfacher Kameramann, Second-Unit-Kameramann, Kameramann für nachträgliche Aufnahmen oder als Chefkameramann
- 1956: Geheimer Krieg (Guilty?)
- 1957: Treibgut der Leidenschaft (Sea Wife)
- 1957: Das Geburtstagsgeschenk (The Birthday Present)
- 1958: Die Reise
- 1959: Salomon und die Königin von Saba
- 1959: Scent of Mystery
- 1961: Phaedra
- 1964: Wer einen Tiger reitet (He Who Rides a Tiger)
- 1965: Das Rätsel des silbernen Dreiecks (Circus of Fear)
- 1965: Marrakesch (Our Man in Marrakesh)
- 1966: Die 13 Sklavinnen des Dr. Fu Man Chu (The Brides of Fu Man Chu)
- 1966: Die Rache des Dr. Fu Man Chu (Vengeance of Fu Man Chu)
- 1967: Die Pagode zum fünften Schrecken (Five Golden Dragons)
- 1967: Sumuru – Die Tochter des Satans (The Million Eyes of Sumuru)
- 1969–70: The Rovers (Fernsehserie, Regie)
- 1986: Cathedral praise-from Gloucester Cathedral (Fernsehdokumentation, Regie)